# Spiradiclis microphylla
Spiradiclis microphylla är en måreväxtart som beskrevs av Hsien Shui Lo. Spiradiclis microphylla ingår i släktet Spiradiclis och familjen måreväxter. Inga underarter finns listade i Catalogue of Life.